# Знанево
Знанево (пол. Znaniewo) — село в Польщі, у гміні Топулька Радзейовського повіту Куявсько-Поморського воєводства.
Населення — 213 осіб (2011).
У 1975-1998 роках село належало до Влоцлавського воєводства.

## Демографія
Демографічна структура станом на 31 березня 2011 року:
|          | Загалом | Допрацездатний вік | Працездатний вік | Постпрацездатний вік |
| -------- | ------- | ------------------ | ---------------- | -------------------- |
| Чоловіки | 115     | 35                 | 69               | 11                   |
| Жінки    | 98      | 22                 | 53               | 23                   |
| Разом    | 213     | 57                 | 122              | 34                   |